# Ole Beich
Ole Beich (1. ledna 1955, Esbjerg – 16. října 1991, Kodaň) byl dánský kytarista a baskytarista.
V Dánsku byl kytaristou a baskytaristou několika kapel a později se rozhodl přesunout do Los Angeles. Tam se stal baskytaristou L.A. Guns a později zakládajícím členem Guns N' Roses, se kterými odehrál několik koncertů v roce 1985, ale brzy z kapely odešel a nahradil jej Duff McKagan. Hrál na EP L. A. Guns Collector's Edition No. 1. Zemřel v roce 1991, za nejasných okolností se utopil v jezeru Sct. Jørgens v centru Kodaně.